# Tobias Schneebaum
Tobias Schneebaum (25 de março de 1922 – 20 de setembro de 2005) foi um artista americano, natural dos Estados Unidos da América, antropólogo e ativista no combate à AIDS. Ele é conhecido sobretudo pelas experiências vividas em duas viagens, em uma das quais conviveu com os Harakmbut, no Peru, e na outra com os Asmat, na Papua-Nova Guiné.

## Início de vida
Nasceu em Manhattan e cresceu no Brooklyn. Em 1939, graduou-se na Stuyvesant High School, iniciou o City College of New York e formou-se em 1943, passando a ter formação em matemática e em arte. Durante a Segunda Guerra Mundial, serviu ao Exército dos EUA como reparador de radares.

## Viagens
Em 1947, depois de ter cursado pintura com Rufino Tamayo, na Brooklyn Museum of Art, Schneebaum passou a viver e pintar no México por três anos, vivendo com a tribo Lakadone. Em 1955, ganhou uma bolsa do programa Fulbright para viajar e pintar no Peru. Depois da carona de Nova Iorque ao Peru, viveu com a tribo Harakmbut por sete meses e declarou ter participado de um episódio de canibalismo, e que a ideia lhe foi assustadora, mas queria viver como eles, para conhecê-los e estudá-los melhor.
Até 1970, trabalhou na Tiber Press; depois, em 1973, embarcou em sua terceira viagem no exterior, para Irian Jaya, no sudeste asiático, vivendo com os Asmat na costa sul-ocidental. Tobias ajudou a criar o Asmat Museum of Culture and Progress. Na tribo, teve um amante, chamado Aipit, que reencontrou na sua visita a Irian Jaya para o seu documentário intitulado Keep the River on Your Right em 1999, que é o mesmo nome de seu livro de memórias publicado em 1969, contando suas aventuras pelas selvas do Peru.

## Últimos anos
Schneebaum passou seus anos finais de vida na Westbeth Artists Community, uma comunidade de artistas na Greenwich Village em Nova Iorque, na também casa de Merce Cunningham e Diane Arbus, e morreu em 2005 em Great Neck, New York. O seu renomado escudo de Asmat passou a ser legado da Metropolitan Museum of Art, e seus documentos pessoais estão preservados na Jean-Nickolaus Tretter Collection in Gay, Lesbian, Bisexual and Transgender Studies (uma coleção de materiais históricos LGBT mantidos na seção Special Collections and Rare Books, na biblioteca da University of Minnesota).

## Prêmios
Recebeu um Mestrado em antropologia por The New School in New York City, e outro pelo Goddard College, Plainfield, Vermont.